# 阿德 (阿肯色州)
阿德（英語：Ard）是位於美國阿肯色州耶爾縣的一個非建制地區。該地的面積和人口皆未知。

## 地理
阿德的座標為35°08′41″N 93°11′31″W / 35.14472°N 93.19194°W，而該地的平均海拔高度為140米（即459英尺）。